# Cuffy (rebelde da Guiana)
Cuffy, também conhecido como Coffy, Kofi ou Koffi (morto em 1763), era um homem da etnia Akan que foi capturado na África Ocidental e roubado para a escravidão para trabalhar nas plantações da colônia holandesa de Berbice na atual Guiana. Ele ficou famoso porque em 1763 liderou uma revolta de mais de 2.500 escravos contra o regime de colônias. Hoje, ele é um herói nacional na Guiana.

## A revolta de escravos em Berbice
Cuffy morava em Lilienberg, uma plantação no Rio Canje, como escravo doméstico de um fabricante de barris. Uma rebelião eclodiu nas plantações, localizadas no alto do Rio Canje, em fevereiro de 1763 e mudou-se para as plantações vizinhas, atacando os proprietários. Quando o governador holandês Wolfert Simon Van Hoogenheim enviou assistência militar à região, a rebelião alcançou o Rio Berbice e estava se movendo firmemente em direção à capital de Berbice, Fort Nassau. Eles pegaram pólvora e armas das plantações atacadas.
Em 3 de março, os rebeldes eram 500 em número. Liderados por Cosala, eles tentaram tomar a casa de tijolos de Peerenboom . Eles concordaram em permitir que os brancos deixassem a casa de tijolos, mas assim que partiram, os rebeldes mataram muitos e fizeram vários prisioneiros, entre eles a filha do dono da Peerenboom Plantation, que Cuffy mantinha como esposa.
Cuffy logo foi aceito pelos rebeldes como seu líder e se declarou governador de Berbice. Ao fazer isso, ele nomeou Akara como seu substituto e tentou estabelecer disciplina sobre as tropas. Akara era hábil em disciplina militar. Eles organizaram as fazendas para fornecer suprimentos de comida.

## Decadência da rebelião
Wolfert Simon Van Hoogenheim comprometeu-se a retomar a colônia. Akara atacou os brancos três vezes sem a permissão de Cuffy, mas eles foram expulsos. Assim começou uma disputa entre os dois rebeldes. Em 2 de abril de 1763, Cuffy escreveu a Van Hoogenheim dizendo que não queria uma guerra contra os brancos e propôs uma divisão de Berbice com os brancos ocupando as áreas costeiras e os negros no interior. Van Hoogenheim atrasou sua decisão, esperando o apoio das colônias vizinhas. Cuffy então ordenou que suas forças atacassem os brancos em 13 de maio de 1763, mas, ao fazê-lo, teve muitas perdas. A derrota abriu uma divisão entre os rebeldes e enfraqueceu sua organização. Akara se tornou o líder de uma nova facção contra Cuffy e levou a uma guerra civil entre si. Quando Akara venceu, Cuffy foi capturado e morto pelos holandeses.

## Heroi nacional

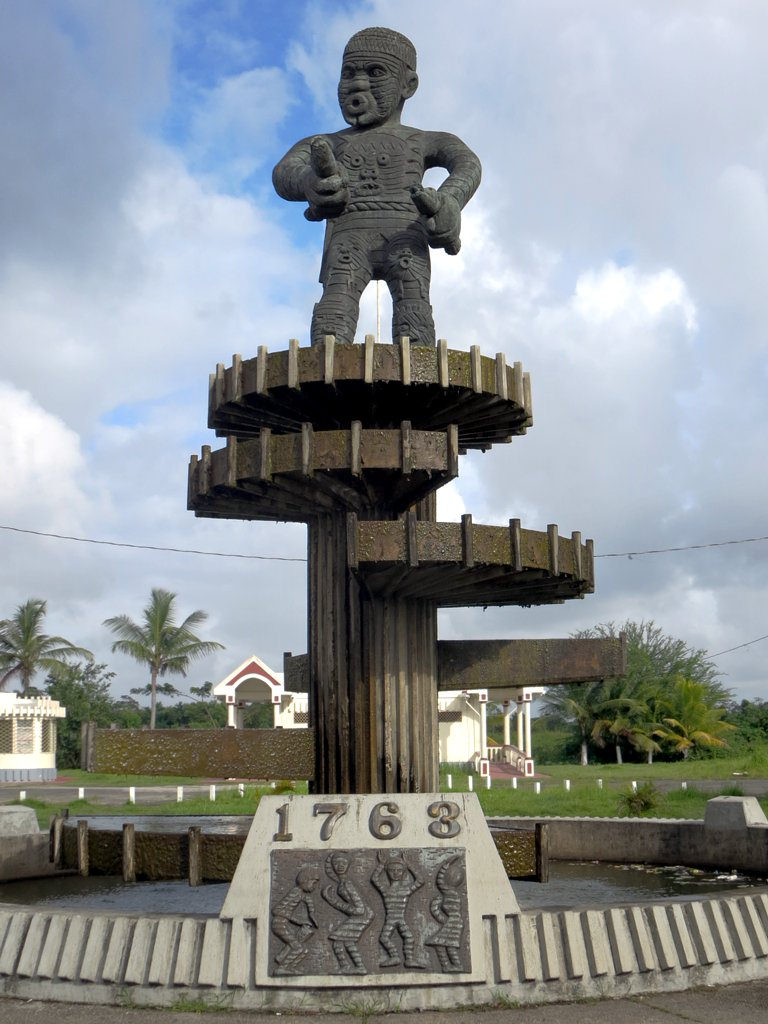
Monumento de Cuffy na Praça da Revolução em Georgetown, Guiana.

O aniversário da rebelião de escravos de Cuffy, em 23 de fevereiro, é o Dia da República na Guiana desde 1970. Cuffy é comemorado no Monumento de 1763 na Praça da Revolução, na capital Georgetown, Guiana.